# Poudrerie d'Aubonne
La poudrerie d'Aubonne est une entreprise suisse de fabrication de poudre noire, située sur le territoire de la commune d'Aubonne, dans le canton de Vaud.

## Histoire
La poudrerie d'Aubonne a été construite en 1853 dans le vallon de La Vaux en replacement de l'ancienne poudrerie d'Échandens, jugée trop dangereuse. Lors de la mise en place de l'État fédéral de 1848, les cantons renoncent à leur prérogatives dans le domaine militaire en faveur d'un pouvoir centralisé au niveau de la Confédération qui établit alors un monopole de la fabrication et de la vente et de la distribution de la poudre noire.
Tout d'abord partie de l'Intendance du matériel de guerre du département militaire fédéral, elle est rattachée, en 1995, à la SM Entreprise suisse de munitions, entreprise d'État chargée de la production des munitions. Sa production annuelle de poudre noire est alors de 65 tonnes par an.
L'année suivante, l'administration fédérale décide de la fermeture de la poudrerie devant son manque de rentabilité et les frais importants d'assainissement et de sécurité nécessaires à une poursuite de l'exploitation. Après une année d'étude, la société est finalement privatisée en 1997 et rachetée par le canton.
De nos jours, l'entreprise fournit principalement de la poudre de tir aux armes anciennes ; dans une moindre mesure, elle fabrique également des explosifs pour le monde minier ainsi que pour les feux d'artifice. Elle emploie 7 personnes à la production, encadrées par une direction commerciale.

## Localisation
La poudrerie d'Aubonne s'étend sur 80 000 m2 et sur une distance de 500 m ; le site a été conservé pour sa plus grande partie dans son état d'origine, les ateliers étant encore, par exemple, alimentés par les moulins utilisant le courant d'un canal artificiel de l'Aubonne. L'ensemble du site est inscrit comme bien culturel suisse d'importance nationale, ainsi que sur la liste des sites construits à protéger en Suisse, dans la catégorie « cas particulier ».